# Minutisphaerales
Die Minutisphaerales sind eine artenarme Ordnung der Schlauchpilze.

## Merkmale
Die Familien der Minutisphaerales sind relativ unterschiedlich. Arten der Minutisphaeraceae besitzen pseudothecien- oder auch apothecienähnliche Fruchtkörper mit unregelmäßig gekrümmten dunkelbraunen bis schwarzen hyphenartigenStrukturen rund um die Ostiole, die zentrale Pore des Fruchtkörpers. Pseudoparaphysen sind septiert mit oder ohne vergrößerten pigmentierten Spitzen. Die Schläuche sind eiförmig, keulenförmig bis breit zylindrisch, teleskopartig verlängert (fissitunikat) und mit je acht Sporen. Diese sind keulenförmig bis breit spindelförmig, glatt bis rauwandig, durchscheinend bis blassbraun, septiert, mit oder ohne einer gelatinösen scheidenartigen Hülle und mit oder ohne zahlreichen fadenförmigen Anhängseln um das mittlere Septum. Es ist keine Nebenfruchtform bekannt.
Arten der Acrogenosporaceae bilden dickwandige Hysterothecien, die seitlich zusammengepresst sind und einen deutlich ausgeprägten Schlitz besitzen. Sie sind einzeln bis büschelartig wachsend, aufrecht mit einem beinahe stielförmigen Aussehen. Das Hamathecium, das Gewebe zwischen den Schläuchen besitzt ausdauernde, hyphenartige, durchscheinende, eptierte Paraphysen. Die Schläuche sind ebenfalls achtsporig und zylindrisch bis keulenförmig. Die Sporen sind ein- oder zweireihig angeordnet, elliptisch bis spindelförmig, durchscheinend bis pigmentiert, ein oder zweizellig, mit dem Septum am kleineren Ende. Arten der Acrogenosporaceae besitzen eine Nebenfruchtform. Die Kolonien sind ausgebreitet, schwarz, funkelnd und haarig. Das Myzel ist meist eingesunken und besteht aus septierten, fast durchscheinenden bis blassbraunen Hyphen. Die Konidienträger sind makronematös, das bedeutet, ihre Hyphen sind deutlich größer als normale Hyphen, mononematös, das heißt, sie entstehen aus einer einzelnen Hyphe. Sie sind blass bis mittelbraun, lang zylindrisch oder leicht verjüngt am Grunde, glatt, septiert, unverzweigt, aufrecht, einzeln oder in kleinen Gruppen. Die blassbraunen bis durchscheinenden konidienbildenden Zellen sind monoblastisch, die Konidien werden also einzeln nach der Bildung der Zelle abgeschnürt, und holoblastisch, d. h. sie werden als Ganzes nach der Bildung abgeschnürt. Sie sind einzeln, kugelig, eiförmig bis elliptisch. Sie sind unseptiert, dunkelbraun bis schwarz, glatt oder warzig und abgestutzt an der Basis.

## Lebensweise
Die bekannten Arten der Minutisphaeraceae leben saprob auf untergetauchtem Holz im Süßwasser, Holz und Borke. Arten der Acrogenosporaceae leben auch saprob, aber auf Land und Süßwasser an Holz und Borke. Sie spielen eine wichtige Rolle im Stoffkreislauf und im Abbau von Lignocellulose.

## Systematik und Taxonomie
Die Ordnung wurde 2015 von Huzefa A. Raja, Nicholas H. Oberlies, Carol Ann Shearer und Andrew Nicholas Miller erstbeschrieben. Zu ihr gehörten zunächst nur die einzige Familie der Minutisphaeraceae mit der einzigen Gattung Minutisphaera. 2018 beschrieben Jayasiri und Kollegen die Familie Acrogenosporaceae mit der einzigen Gattung Acrogenospora und stellten sie durch phylogenetische Untersuchungen in die Ordnung der Minutisphaerales.
Zurzeit (Stand Januar 2022) besteht daher die Ordnung aus folgenden Taxa:
- Minutisphaeraceae
  - Minutisphaera mit 12 Arten

- Acrogenosporaceae
  - Acrogenospora mit 4 Arten